# Grand Litier
Grand Litier est une enseigne de distribution française, spécialisée dans la vente de produits de literie.
Le siège social de l’enseigne se situe à Portet-sur-Garonne.

## Historique
Grand Litier trouve son origine dans un réseau de professionnels de literie indépendants nommé « Les Grands Litiers de France », créé en 1977. Ce dernier est ainsi devenu le premier réseau de distributeurs indépendants en literie moyenne et haut de gamme.
C’est en 1990 que le réseau « Les Grands Litiers de France » deviendra le réseau « Grand Litier ». 
Depuis janvier 2010, c’est la société First Service, propriétaire de la marque Grand Litier, qui a repris en direct l’exploitation de la chaîne de magasins sous l’égide de Wolf JL Stolpner, président de l’association des adhérents au réseau.
Depuis 2012, Grand Litier fait partie des 24 actionnaires associés d'Éco-mobilier afin de créer une nouvelle filière de recyclage des meubles,.

## Implantations
En 2020, l’enseigne comptait plus de 110 magasins répartis en France métropolitaine; dans les DOM, en Martinique et à la Réunion. Grand Litier représente le deuxième réseau français spécialisé en literie par le nombre de points de vente, derrière l’enseigne Maison de la Literie,. Les magasins, d’une surface allant de 300 à 800 m2 sont implantés dans les zones commerciales en périphérie des villes ou bien en centre-ville.
Ces magasins sont indépendants, pour la plupart du temps, de petites sociétés de type SARL.

## Produits
Grand Litier concentre ses activités sur la literie au sens large : matelas, sommiers, convertibles, linge de lit, oreillers, têtes de lit et autres accessoires de literie. 
Les produits commercialisés dans les magasins Grand Litier sont fabriqués par des marques nationales et internationales comme André Renault, Bultex, Epeda, Dunlopillo, Simmons, Tempur et Treca.